# マイケル・ワイズ (作曲家)
マイケル・ワイズ（Michael Wise、1648年ころ – 1687年）は、イングランド王国のオルガン奏者、作曲家。少年時代はチャペル・ロイヤルの合唱隊の一員であり、1666年からウィンザー城のセント・ジョージ礼拝堂 (St George's Chapel) のカウンターテナーとなったが、1668年にはソールズベリー大聖堂 (Salisbury Cathedral) のオルガニスト兼合唱隊指導者に任じられた。1676年にはチャペル・ロイヤルの合唱隊に成人 (Gentleman) として復帰し、死の直前にはセント・ポール大聖堂の少年合唱隊の指導者 (Master of the Children) であった。
家中の揉め事がきっかけで家にやって来たソールズベリーの夜警 (night watchman) に頭部を打たれ、「彼（ワイズ）は、頭蓋骨を割られて死んだ」。

## 作品
ワイズは、典礼楽曲のほか、次のようなアンセム（聖歌）作品を残した。
- How are the mighty fallen
- Awake up, my glory
- The ways of Zion do mourn
- Blessed is he that considereth the poor and needy
- Prepare ye the way of the Lord[2]
- Awake, put on thy strength

歓喜に溢れた「Prepare ye the way of the Lord」に見える動機の多くは、後にゲオルク・フリードリヒ・ヘンデルのオラトリオ『メサイア（救世主）』の中でパロディ（模倣。流用）されている。
ワイズは、キャッチ（輪唱の一種）の曲もいくつか残しており、また、少なくとも1曲、かつては広く知られた「Old Chiron」という酒宴の歌 (drinking song) も作った。
ワイズは、「Old Chiron」や「The Ways of Zion do mourn」のように、通常は用いられない低音と高音の声部の組み合わせによる曲もしばしば書いた。